# Ochanostachys amentacea
Ochanostachys amentacea là loài thực vật duy nhất thuộc chi Ochanostachys. Loài này có ở miền tây Malaysia.